# Flatt Endre
Alföldi Flatt Endre (Újvidék, 1817. június 14. – Újvidék, 1885. október 20.) főispán, lapszerkesztő.

## Élete
Német származású család sarja. A karlócai gimnáziumban tanult. Eleinte pékként dolgozott, később a temesvári helytartótanács titkára lett. Szerkesztette a Temesvarer Zeitungot 1852-től 1857. január 31-éig. Hű volt a Bach-rendszerhez, a szerbek ellenségüknek tartották. 1861-től 1866-ig a szabadkai városi tanácsot vezetője volt, 1873-ban kinevezték Újvidék szabad királyi város főispánjává. Ezen minőségében kitűnt az árvízvédelem terén is, egyúttal az ekkoriban fénykorát élő szerb politikai mozgalom, az Ujedinjena omladina srpska és annak vezére, Svetozar Miletić is az ellenőrzése alatt állt. 1875-ben ő közölte a magyar belügyminisztériummal Svetozar Marković, a nagy szerb szocialista halálhírét. 1882. október 31-én vált meg tisztségétől, nyugalomba vonult.
1884. február 22-én magyar nemességet adozmányoztak számára "alföldi" előnévvel. Fia, Flatt Viktor később Újvidék főispánja lett.

## Elismerései
- A III. osztályú Vaskorona-rend lovagja és a koronás arany érdemkereszt tulajdonosa volt.